# Збышки
Збышки — деревня в сельском поселении Клементьевское Можайского района Московской области. До реформы 2006 года относилась к Павлищевскому сельскому округу. Численность постоянного населения по Всероссийской переписи 2010 года — 14 человек.
Деревня расположена на северо-востоке района, примерно в 12 км к северо-западу от Можайска, на безлесной возвышенности, у истоков безымянного левого притока реки Педня , высота над уровнем моря 195 м. Ближайшие населённые пункты — Бели на западе, Новосёлки на северо-востоке и Топорово на юго-востоке.